# Triaeris berlandi
Triaeris berlandi is een spinnensoort uit de familie van de Dwergcelspinnen (Oonopidae).
De wetenschappelijke naam van de soort werd in 1952 gepubliceerd door Reginald Frederick Lawrence.